# Receptor (biohemija)
Receptor je molekul proteina, ugrađen u bilo membranu ili citoplazmu ćelije, za koji se jedan ili više specifičnih vrsta signalnih molekula može vezati. Molekul se vezuje za receptor koji se zove ligand, i to može biti peptid (kratki protein) ili mali molekul, kao što je neurotransmiter, hormon, farmaceutski lek, ili toksin. Svaki tip receptora može vezati samo ligande određenog oblika. Svaka ćelija tipično ima mnoge receptore, iz mnogo različitih vrsta.
Vezivanje liganda stabilizuje određenu konformaciju receptora (tre-dimenzionalni oblik receptor proteina, bez promene u sekvenci). To je često povezano sa dobitkom ili gubitkom proteinske aktivnosti, što obično dovodi do neke vrste celularnog responsa. Neki ligandi (npr. antagonisti) samo blokiraju receptore bez izazivanja odgovora. Ligand-indukovane promene u receptorima rezultuju u ćelijskim promenama koje predstavljaju biološku aktivnost liganda. Mnoge funkcije ljudskog tela su regulisane jedinstvenim odgovorima receptora na specifične molekule.

## Pregled
Oblik i akcije receptora se studiraju koristeći -kristalografiju, dualnu polarizacionu interferometriju, računarsko modelovanje, i strukturno-funkcionalne studije, čime se poboljšava razumevanje interakcije lekova sa mestima njihovog vezivanja za receptore. Odnosi strukture i aktivnosti opisuju korelaciju između indukovanih konformacionih promena i aktivnosti biomolekula. Oni se studiraju koristeći dinamičke tehnike kao što je cirkularni dihroizam i dualna polarizaciona interferometrija.
U zavisnosti od njihove funkcije i liganda, nekoliko tipova receptora može biti identifikovano:
- Veliki broj receptorskih proteina su periferni membranski proteini.
- Mnogi hormonski i neurotransmiterski receptori su transmembranski proteini: transmembranski receptori su smešteni u fosfolipidni dvosloj ćelijske membrane, što omogućava aktivaciju puteva za transdukciju signala u responsu na aktivaciju vezivanjem molekula, ili liganda. 
  - Metabotropni receptori u sprezi sa G proteinima utiču na ćelije indirektno preko enzima koji kontrolišu jonske kanale.
  - Jonotropni receptori (takođe poznati kao ligand-kontrolisani jonski kanali) sadrže centralnu poru koja se otvara u odgovoru na vezivanje liganda.
- Još jedna velika klasa receptora su intracelularni proteini, kao što su steroidni i intrakrinski peptidni hormonski receptori. Ovi receptori često imaju sposobnost ulaska u ćelijski nukleus gde moduliraju ekspresiju gena u odgovoru na aktivaciju ligandom.

Membranski receptori se mogu izolovati iz ćelijskih membrana kompleksnim ekstrakcionim postupcima koristeći rastvarače, deterdžente, i/ili afinitetnu hromatografiju.

## Vezivanje i aktivacija
Vezivanje liganda je ekvilibrijumski proces. Ligandi se vezuju za receptore i disociraju od njih po principu zakona o dejstvu masa.
(zagrade označavaju koncentracije)
Jedan pokazatelj komplementarnosti liganda i receptora je afinitet vezivanja, koji je u inverznoj relaciji sa konstantom disocijacije . Dobro uklapanje je koincidentno sa visokim afinitetom i niskom Kd vrednošću. Krajnji biološki odgovor (npr. kaskada sekundarnih glasnika ili mišićna kontrakcija), se postiže samo nakon što je značajan broj receptora aktiviran. Afinitet vezivanja liganda se može studirati koristeći statističku mehaniku.
Receptor-ligand afinitet je poput enzim-supstrat afiniteta. Dok su oba tipa interakcije specifična i reverzibilna, ne dolazi do hemijske modifikacije liganda vezanog za receptor, za razliku od supstrata nakon vezivanja za enzim.
Ako receptor postoji u dva stanja (npr. pogledajte ovu sliku), onda vezivanje ligand mora doprineti diferencijaciji tih stanja. Detaljne diskusije dva-stanja vezivanja, za koje se misli da odslikavaju aktivacioni mehanizam su dostupne u literaturi.

### Konstitutivna aktivnost
Receptor koji može da proizvede svoj biološki odgovor u odsustvu vezanog liganda je konstitutivno aktivan. Konstitutivna aktivnost receptora može biti blokirana vezivanjem inverznog agonista. Mutacije receptora koje rezultuju u povišenoj konstitutivnoj aktivnosti su uzrok nekih naslednih bolesti, kao što su prevremen pubertet (usled mutacija u luteinizirajući hormon (LH) receptorima) i hipertiroidizam (usled mutacija na tiroid-stimulišućim hormon receptorima).

## Spoljašnje veze
- IUPHAR GPCR baza podataka i kompendijum jonkih kanala Архивирано на веб-сајту  (23. март 2019)
- Receptom ljudske plasma membrane
- Cell+surface+receptors на 